# Érable à feuille de vigne
Acer cissifolium
Espèce
Classification APG III (2009)
L’érable à feuille de vigne (Acer cissifolium ; en japonais : 【学名】 Mitsudekaede) est un érable originaire de la région méridionale du  Japon s’étendant au sud de Hokkaidō en passant par  Honshū et Shikoku jusqu’à Kyūshū.

## Description

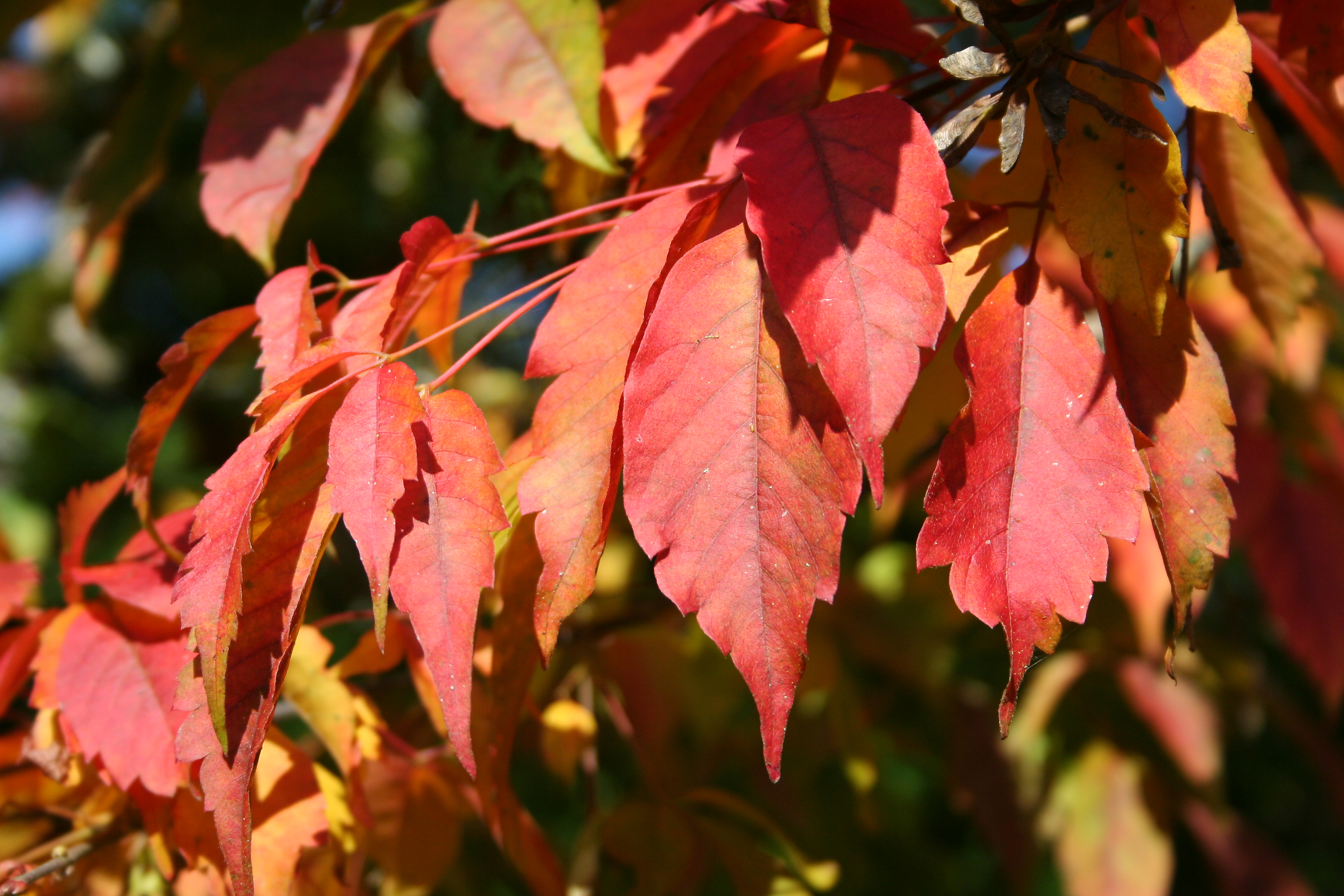
Feuilles en automne

C’est un petit arbre à feuillage caduc  pouvant parfois présenter la forme d’un arbuste large poussant à une hauteur variant entre 5 et 10 m (rarement 15 m), avec un tronc présentant une écorce de couleur gris-uni. Les jeunes pousses sont vertes, souvent teintées de rose, duveteuses au début avec des petits poils blanchâtres, devenant grises au cours de la deuxième année. Les feuilles sont trifoliées, avec un pétiole très mince de couleur rouge ayant plus de 10 cm de longueur; les trois folioles ont de  4 à 10 cm longueur et de 2 à 4 cm de largeur, avec des petits pétioles (1–2 cm), des nervures grossières et des marges crénelées. Elles sont vert mat au-dessus, plus pâles et légèrement brillantes en dessous, et elles virent du jaune pâle au rosâtre en automne. Les fleurs poussent en grappes retombantes de 10 à 16 cm de longueur, chaque fleur est composée de quatre sépales et de  quatre pétales; c’est une plante dioïque avec des fleurs mâles et femelles sur arbres séparés. Les fruits sont des paires de samares (disamares),,,.
Les noms scientifiques et français font référence à la ressemblance de ses feuilles à celle du Cissus, une plante grimpante de la famille de la vigne.

## Culture
Cet érable est fréquemment cultivé bien que peu de cultivars soient connus. Une variété du cultivar 'Gotenbanishiki' a été sélectionnée au Japon. Les arbres femelles se propagent souvent par marcottage. On trouve l’arbre sous ses espèces mâle et femelle dans les pépinières spécialisées.
Un Acer cissifolium est similaire à sa plus proche espèce l’A. henryi (rarement cultivé) et aussi à celle de l'A. negundo (souvent cultivé et dont ont connaît de nombreux cultivars). Il peut être distingué de ces deux espèces par ses pousses dont la couleur vire au gris au cours de la deuxième année (alors que celle du A. henryi restent vertes durant plusieurs années), et plus tard par la manière régulière dont ses feuilles trifoliées se développent, jamais avec les cinq folioles qui sont si communes sur les feuilles de  A. negundo. Des erreurs de dénomination sont fréquentes entre ces trois espèces.